# Тальякоццо
Тальякоццо (італ. Tagliacozzo) — муніципалітет в Італії, у регіоні Абруццо, провінція Л'Аквіла.
Тальякоццо розташоване на відстані близько 70 км на схід від Рима, 35 км на південь від Л'Акуїли.
Населення — 6939 осіб (2014).

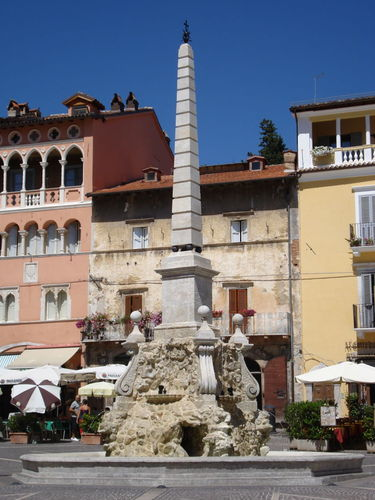

Щорічний фестиваль відбувається 13 червня. 

## Демографія
Населення за роками:

Станом на 1 січня 2023 року в муніципалітеті офіційно проживали 484 іноземці з 38 країн, серед них 212 громадян країн Євросоюзу та 10 громадян України.

## Сусідні муніципалітети
- Капістрелло
- Каппадоча
- Карсолі
- Кастеллафьюме
- Мальяно-де'-Марсі
- Перето
- Санте-Маріє
- Скуркола-Марсікана